# Thismia americana
Espèce
Classification APG III (2009)
Statut de conservation UICN

 EX  : Éteint
Thismia americana est une espèce de plantes à fleurs de la famille des Burmanniaceae, endémique de la région de Chicago et désormais considérée comme éteinte.
Cette espèce a été décrite et publiée comme vivant dans les zones humides entourant le lac Calumet près de Chicago dans les années 1910.
Le spécimen a été trouvé dans ce qui était alors une prairie de sable humide-mésique près de la 119e rue et de Torrence Avenue, dans ce qui allait devenir le quartier industriel de South Deering.
Cette plante n'a pas été revue depuis 1916, et le terrain où elle a été observée a été profondément altéré par le développement industriel. L'espèce est considérée comme éteinte.
Une vaste opération de recherches par des bénévoles, menée en août 2011 à l'extrême sud de Chicago, n'a pas permis de découvrir des spécimens de l'espèce disparue.

## Synonyme
- Sarcosiphon americanus (N.Pfeiff.) Schltr.

## Morphologie
La plante entière, minuscule, dont seules les fleurs émergent au-dessus du sol ou de la mousse environnante, est glabre et de couleur blanche.
Comme chez les autres Burmanniaceae non autotrophes, les  feuilles sont réduites à des bractées en forme d'écailles blanches, très étroitement appressées à l'axe floral.
Le système racinaire, d'où émergent les axes floraux, se compose de racines blanches, translucides, d'un diamètre de 1 mm et de longueur variable.
Les fleurs, longues de 0,8 à 1,5 cm,sont dressées sur un axe de 0,3 à 1,0 cm de long. Le périanthe tubulaire, à la structure typique du genre Thismia, est formé de trois pétales et de trois sépales de longueur à peu près égale, les trois pétales étant connés à l'apex.
les étamines, au nombre de six, sont réunies en un tube par les connecteurs élargis.
L'ovaire infère, uniloculaire, contient trois placentas formant trois colonnes libres au centre.
Les ovules, nombreux et de petite taille, sont anatropes.

## Cycle biologique
Thismia americana a suscité l'intérêt des botanistes en raison de sa niche écologique très spécialisée. Cette plante n'avait pas de chlorophylle. Incapable de ce fait de convertir l'énergie solaire, c'était un mycohétérotrophe, qui utilisait des champignons locaux des zones humides du sud du lac Michigan pour sa nourriture. La plante avait une courte durée de vie timide au-dessus du sol ; en juillet, ses racines germaient et émettaient une inflorescence minuscule, formant une fleur blanche de la taille d'une perle de joaillerie.
 Thismia americana a été publiée par Norma Pfeiffer, étudiante en Ph.D. de botanique de l'université de Chicago. Elle est l'unique scientifique à avoir observé et décrit cette espèce.
En étudiant la morphologie de cette plante rare, Norma Pfeiffer a découvert qu'il s'agissait d'une espèce du genre  Thismia, genre de plantes qui ne se rencontre par ailleurs que dans l'hémisphère Sud. Personne ne sait comment cette population isolée a survécu en Amérique du Nord jusqu'à l'époque historique.